# Tin Hat Trio
Tin Hat Trio – amerykański zespół muzyczny z San Francisco. 
Grupa powstała w 1997 roku. Utwory grupy zostały wykorzystane w ścieżce dźwiękowej filmu: Everything Is Illuminated z 2005 roku.

## Skład
- Carla Kihlstedt - skrzypce, wokal
- Mark Orton - gitara, dobro
- Ben Goldberg - klarnet
- Ara Anderson - trąbka, fisharmonia, dzwonki
- Zeena Parkins - harfa, akordeon

## Dyskografia
- Memory Is an Elephant (1999, Angel)
- Helium (2000, Angel)
- The Rodeo Eroded (2002, Ropeadope)
- Book of Silk (2004, Ropeadope)
- Everything Is Illuminated (2005, Soundtrack)
- The Sad Machinery of Spring (2007, Hannibal/Rykodisc)